# ياكوزا كيوامي
ياكوزا كيوامي (بالإنجليزية: Yakuza Kiwami)‏, يسمى في نسخة اليابانية ريو غا غوتوكو (باليابانية: 龍が如く 極), هي لعبة كومبيوتر من النوع أكشن ومغامرات، وهي اعاده إصدار الجزء الأول من سلسلة ياكوزا الجزء الأول من السلسلة، صدرت في اليابان سنه 2016, وستصدر في كل انحاء العالم في أغسطس 2017.